# Княжество Лайнинген
Княжество Лайнинген (на немски: Fürstentum Leiningen) е германско княжество, управлявано от князете от рода Лайнинген, което съществува от 1803 до 1806 г. върху голяма част от територията на днешен Баден-Вюртемберг и части от днешна Бавария в Германия.

## История
Княжеството възниква през 1803 г. в процеса на секуларизация в Свещената Римска империя като наследствено владение на князете Лайнинген, на които е дадено като компенсация за анексираните от Франция владения на княжеския род Лайнинген, намиращи се по западния бряг на Рейн – главно Дагсбург, Харденбург и Дюркхайм. Основното ядро от земите на новото княжество формираат секуларизираните през 1803 г. владения на бенедектинското абатство Аморбах.
Владетелските резиденции на Лайнинген са последователно манастирът Аморбах, дворецът Валдлайнинген, а от 1836 г. и дворецът Хоенбург (до Ленгрис, построен 1712 – 1718).
Новото княжество има площ от 1600 km² и 90 000 жители. През 1806 г. по-голяма част от земите на княжеството са присъединени към Княжество Баден, а остатъците към Бавария и Хесен. До Революцията от 1848 – 1849 г. князете на Лайнинген запазват своите съдебни прерогативи и голяма част от собствеността си, която днес е съставена най-вече от гори.

## Управление

### Князе на Лайнинген
- Карл Фридрих Вилхелм (1724 – 1807)
- Емих-Карл (1763 – 1814)
- Карл (1804 – 1856)
- Ернст (1830 – 1904)
- Емих (1866 – 1939)

### Глави на рода Лайнинген след края на монархията
- Карл (1898 – 1946)
- Емих Кирил (1926 – 1991)
- Aндреас, 8. княз (* 1955)
  - Принц Фердинанд (* 1982)

## Галерия
- Манастир Аморбах, от 1803 г. резиденция на князете на Лайнинген
- Дворец Валдлайнинген, построен през 1808 – 1810 г. от Карл от Лайнинген
- Дворец Хоенбург (2008)